# Roman Dwilewicz
Roman Jan Dwilewicz (ur. 6 listopada 1949 w Mrągowie, zm. 29 lipca 2016 w  St. Louis) – polski matematyk zajmujący się analizą zespoloną wielu zmiennych, analizą geometryczną, analityczną teorią liczb, równaniami różniczkowymi cząstkowymi oraz geometrią algebraiczną i różniczkową.

## Życiorys
Studia ukończył w 1971 na Wydziale Matematyki, Informatyki i Mechaniki Uniwersytetu Warszawskiego. Doktoryzował się w 1976 na podstawie napisanej pod kierunkiem prof. Bogdana Bojarskiego rozprawy zatytułowanej Zupełność charakterystyczna systemów rodzin analitycznych zwartych podrozmaitości rozmaitości zespolonej. W roku 1985 uzyskał stopień doktora habilitowanego. W lipcu 2008, z rąk prezydenta Lecha Kaczyńskiego, przyjął tytuł profesora nauk matematycznych.
Wieloletni pracownik Wydziału Matematyki Informatyki i Mechaniki Uniwersytetu Warszawskiego oraz Instytutu Matematyki Polskiej Akademii Nauk gdzie w latach 1998–2000 pełnił funkcję wicedyrektora do spraw naukowych. Zapraszany do ponad 250 ośrodków na czterech kontynentach, wygłaszał odczyty i prowadził gościnne wykłady między innymi we Włoszech, Francji, Hiszpanii, Szwajcarii, Finlandii, Kanadzie, Australii, Japonii, Chinach i Hongkongu.
W ostatnich latach życia mieszkając na stałe w USA, był profesorem jednocześnie na dwóch uczelniach: Missouri University of Science and Technology oraz na Uniwersytecie Kardynała Stefana Wyszyńskiego. Od 1977 roku nieprzerwanie członek Polskiego Towarzystwa Matematycznego, do końca życia blisko współpracował z polskim środowiskiem naukowym.